# Arte medievale

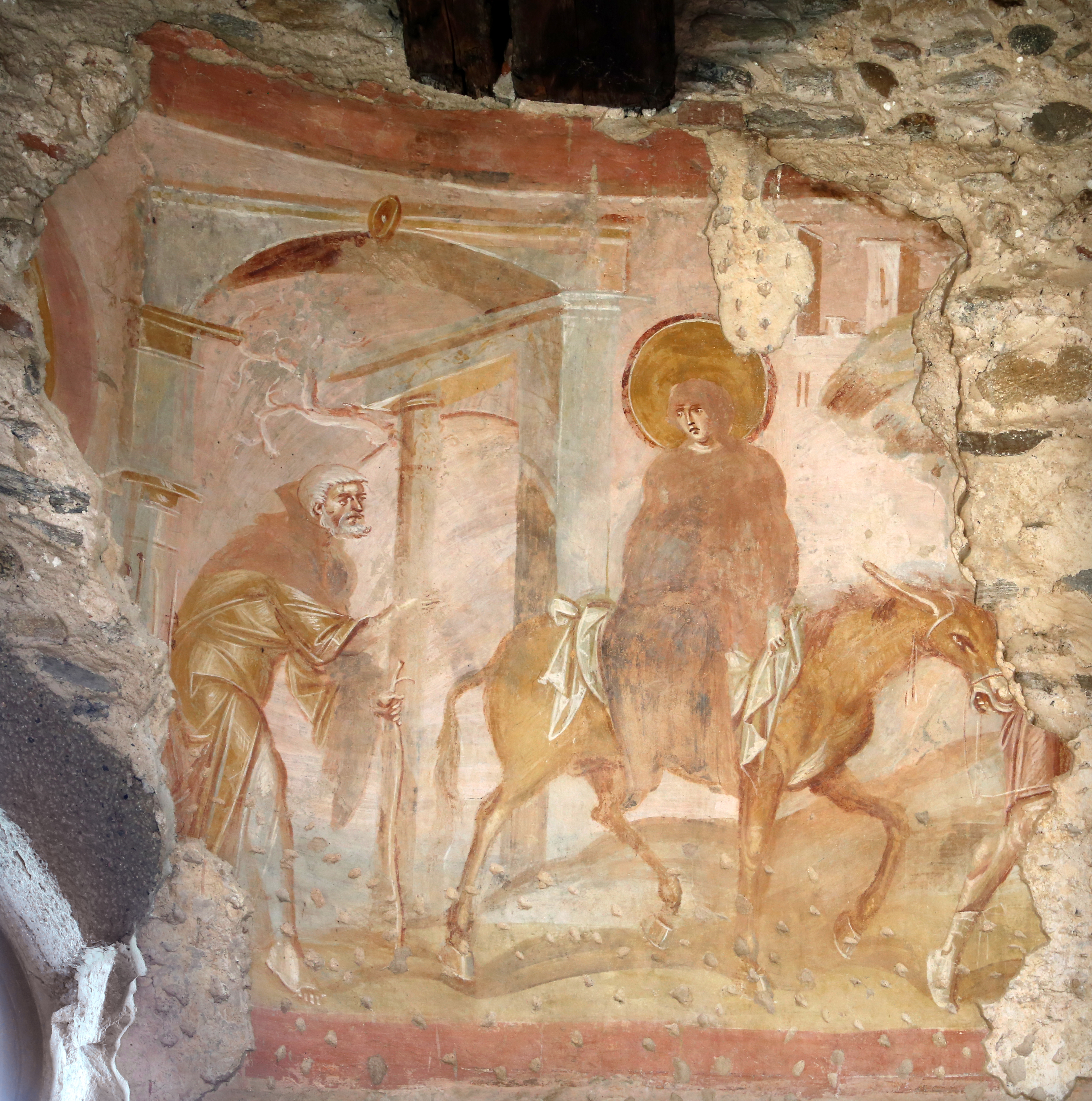
Il viaggio a Betlemme del Maestro di Castelseprio (IX secolo?), nella Chiesa di Santa Maria foris portas

L'arte medievale copre un periodo lungo, approssimativamente 1 000 anni, in un contesto spaziale estremamente vasto e vario. Per medioevo, periodo storico corrispondente, viene comunque inteso un ambito che ha il mar Mediterraneo come baricentro; la storia dell'arte di quel periodo per definizione riguarda lo sviluppo dell'arte principalmente in Europa, ma anche in Medio Oriente e Nord Africa.

## Principali manifestazioni dell'arte medievale
La storia dell'arte medievale include, per grandi linee: gli ultimi lasciti dell'arte romana e la loro trasformazione per i nuovi fini del culto cristiano (dalle terme alla rotonda; dal palazzo patrizio alla basilica); in genere, tutto il patrimonio dell'arte paleocristiana, a partire dall'arte delle catacombe e dei sarcofagi; la complessa dialettica tra i sotterranei precedenti classici ed ellenistici, da un lato, e i nuovi apporti dell'arte barbarica, con la sua tradizione dell'ornato a motivi zoomorfi e intrecci lineari, dall'altro; il formalismo dell'arte bizantina e l'estenuante perfezionamento dei suoi canoni figurativi; le nuove sensibilità anticlassiche ed "espressioniste", condotte in Occidente soprattutto dal monachesimo, in particolare dalle miniature del monachesimo irlandese; la nascita di un "volgare" figurativo in Occidente (fine dell'VIII secolo); le novità espresse dalla scuola romana di mosaicisti che operarono in Santa Maria in Domnica e in Santa Prassede; i mutamenti tecnici delle maestranze lombarde (maestri comacini); i nuovi rapporti architettonici tra massa e luce dell'arte preromanica (come in San Pietro a Tuscania); l'architettura islamica, soprattutto nel suo sviluppo spagnolo e siciliano; il gotico, con le sue evoluzioni nel campo della statica delle strutture.

## Presupposti storico-dottrinari

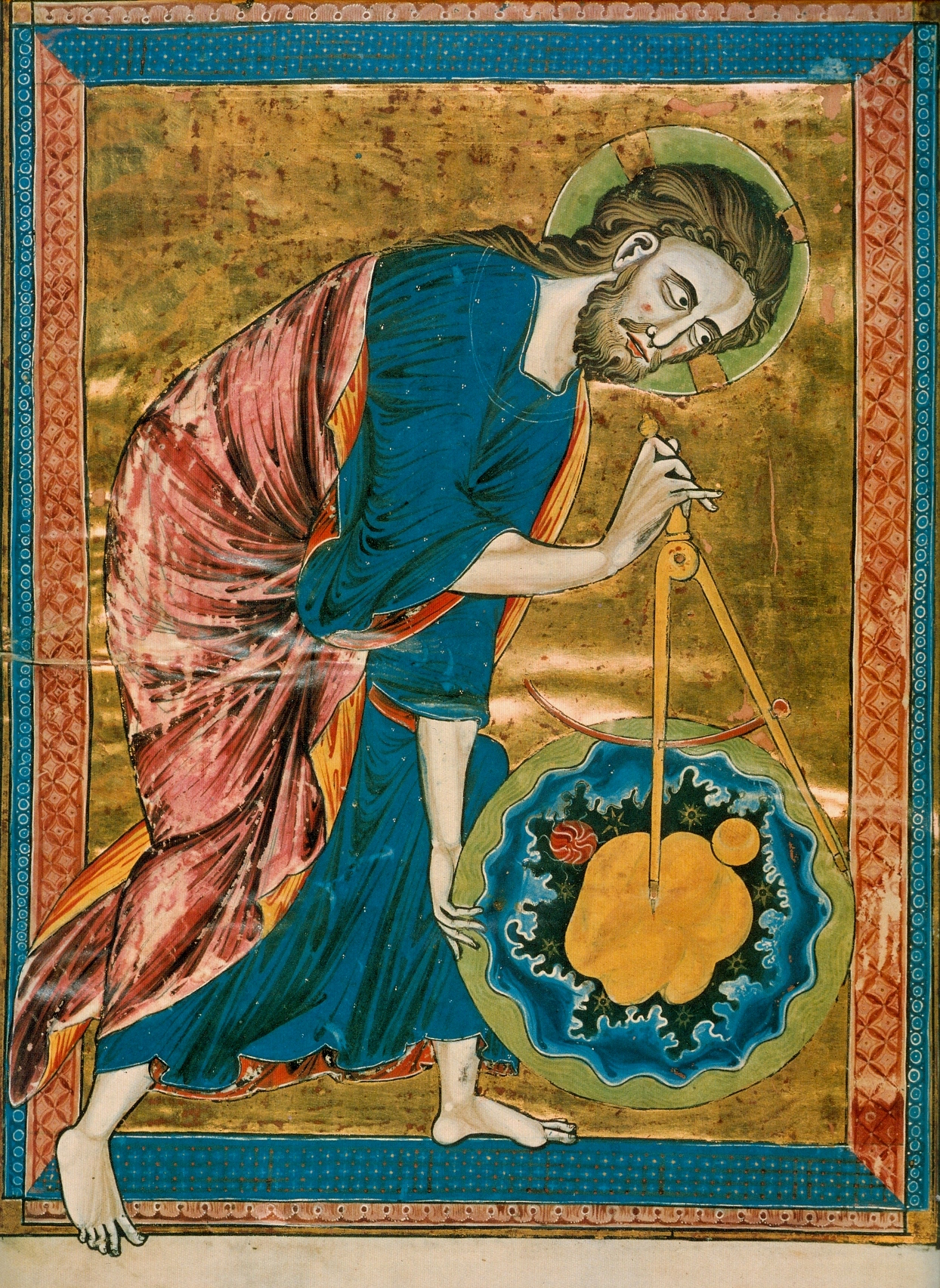
Dio raffigurato come un architetto, nel Codex Vindobonensis, 2554 (Francia, 1250 ca.): il compasso è simbolo dell'atto della Creazione

L'arte medievale è normalmente intesa come una propaggine del cristianesimo, come arte "sacra". Per quanto ciò non sia sempre vero, resta che, fin dall'inizio, la committenza e l'artista medievali si sono confrontati con il compito di condurre i metodi e le possibilità dell'arte nel seno di un discorso teologico: se, dapprincipio, ci si limitò a trasfigurare il naturalismo classico, in seguito si sviluppò una vera e propria pedagogia cattolica, accompagnata dai relativi strumenti di propaganda.
Sul piano del rapporto tra raffigurazione e divino, il cristianesimo aveva alle spalle due visioni assolutamente opposte:
- Ellenismo: il divino è immerso nell'evidenza di forme naturalistiche e antropomorfe (iconismo)
- Ebraismo: condanna della rappresentazione figurativa del divino in quanto idolatra (aniconismo)

Fu la stessa fede nell'incarnazione di Dio in Cristo a influenzare profondamente la sensibilità artistica dell'Occidente in rapporto alla raffigurabilità del divino. La mediazione cristiana fra l'istanza ebraica e quella greco-latina non si produrrà però all'inizio della diffusione della nuova religione: le prime comunità cristiane sono anzi assai poco interessate all'espressione figurativa, tanto che si servono liberamente di figurazioni pagane. Al più, gli oggetti figurativi sono allegorizzati, come accade nel caso della vite e del pesce. Ciò dipende appunto più dalla riluttanza a configurare il divino in immagine, secondo quanto prescrive la sensibilità ebraica, che dalla necessità pratica di dissimulare la propria fede.
È dunque da queste due fondamentali impostazioni che deriva la sensibilità figurativa del cristianesimo, secondo i moduli di una figurazione indiretta a tema escatologico che conduce, da un lato, alla dissoluzione del bello classico (Orfeo-Cristo agli Inferi che libera le anime del limbo) e che si basa, dall'altro, sull'idea dell'incarnazione del divino come fondamento teorico della possibilità di raffigurare Gesù.

## L'arte e la sua funzione strumentale
Quando la Chiesa assumerà un preciso atteggiamento nei confronti dell'arte, il che, come detto, accade alquanto tardivamente, riprenderà in chiave religiosa il fine civile dell'arte nello Stato romano: l'arte non ha un valore in sé ma è utile all'educazione morale e religiosa dei fedeli. Il formarsi di un'iconografia cristiana è appunto legata alla lunga esperienza del martirio (santi testimoni) e delle controversie dottrinali (Padri e Dottori della Chiesa): questi personaggi popolano l'Olimpo cristiano come figure minori, il racconto delle cui vicende può avere fine pedagogico. «Il processo dell'arte cristiana può, nel suo insieme, considerarsi un processo dalla rappresentazione simbolica alla rappresentazione storica con fine edificante».

## Filoni principali

### Arte paleocristiana
L'arte paleocristiana copre il periodo dal 200 circa (prima del quale non sopravvive alcuna arte cristiana distinta), fino all'inizio di uno stile completamente bizantino intorno al 500.
In Occidente, la divisione dall'inquieto e dogmaticamente instabile Oriente determina una crisi di idee e di cultura, tanto che il riferimento rimane la grandezza passata di Roma. Il tentativo di restauratio promosso da Teodosio e Ambrogio nella Milano capitale dell'Impero (379-402) ha questo impulso, non già verso la Roma cristiana, ma verso la Roma imperiale e l'imponenza dei suoi monumenti. Il recupero della tradizione imperiale romana è dovuto alla maggiore prossimità della città alla frontiera, alla pressione delle popolazioni barbariche, sensibili a quel richiamo.
Esempio di questa intensa attività di Ambrogio è la Basilica apostolorum (386), con schema a croce latina, vasto transetto con cappelle ed esedre, ma più ancora San Lorenzo (V secolo), un vasto quadrato con larghe esedre e colonnati lungo la curvatura di queste ultime: qui la gestione dello spazio torna a ricordare le terme romane, secondo i moduli di uno sviluppo avvolgente. C'è poi la cappella di San Vittore in Ciel d'oro (IV secolo), in cui, per la prima volta, le raffigurazioni dei santi giungono ad una personalizzazione tale da permettere l'individuazione di essi come figure storiche.

### Arte bizantina
L'arte bizantina ha mantenuto forti influssi in Italia almeno fino al periodo più significativo dell'iconoclastia (730-843). Nel V secolo, Ravenna, che eredita da Milano quel che resta dell'idea imperiale, è (soprattutto con i suoi mosaici) uno dei centri più importanti di diffusione di questa arte, che resta un modello insuperato di raffinatezza e di equilibrio tecnico ed espressivo.
Il periodo che va dalla fine del predominio bizantino in Occidente a Carlo Magno è un tempo di profonda depressione politico-economica e culturale per l'Italia e l'Europa occidentale in generale. Al contrario, è un periodo di splendore per l'Oriente, dove fiorisce una cultura essenzialmente religiosa, con forte tensione escatologica. Se nella capitale Costantinopoli vige una rigorosa gerarchia che promana all'esterno nelle forme di una capillare burocrazia, l'Impero d'Oriente è percorso da inquiete correnti spirituali: i monaci sparsi nel territorio discutono di filosofia e di fede e i loro sermoni raggiungono il tono drammatico della profezia apocalittica. L'anacoreta finisce per essere percepito come il tipo umano perfetto.
In periferia, più che a corte, è vivo il ricordo della tradizione ellenistica. In Siria, si raccolgono le maggiori tendenze figurative orientali (persiane), connesse ad un forte sentimento di riscatto nazionale. Qui è più vivo il sentimento evangelico, mentre a Costantinopoli si guarda di più al valore dialettico dell'arte. È nella periferia dell'Impero che va cercato quel portato "espressionistico" (linee assai intense, colori più accentuati, presentazione impetuosa delle immagini). Queste correnti giungono in Italia attraverso gli ordini monastici, attraverso la figurazione miniata. A ciò si aggiunge la tradizione barbarica dell'ornato (in assenza di una vera cultura figurativa che oltrepassi i motivi zoomorfi delle tradizioni celtiche, iraniche e scitiche).

### Arte barbarica
L'arte barbarica consiste nell'arte dei popoli barbarici che si stabilirono all'interno dell'ex impero romano durante il periodo delle invasioni barbariche dal 300 al 700 circa; il termine generale copre un'ampia gamma di stili etnici o regionali tra cui la prima arte anglosassone, l'arte visigota, l'arte vichinga e l'arte merovingia, che utilizzavano tutti lo stile animale e motivi geometrici derivati dall'arte classica.

### Arte insulare
Con arte insulare ci si riferisce allo stile distinto che si trova in Irlanda e Gran Bretagna dal VII secolo circa, fino al X secolo circa, perdurando più tardi in Irlanda e in parti della Scozia. Lo stile vedeva una fusione tra le tradizioni dell'arte celtica, dell'arte barbarica degli anglosassoni e le forme cristiane del libro, alte croci e oggetti liturgici in metallo.

### Arte islamica
L'arte islamica si è espressa nel medioevo soprattutto in campo architettonico (le altre arti patirono le limitazioni che l'Islam impone alla rappresentazione figurativa, a partire da Allah). Il rapporto con l'arte medievale europea e la reciproca influenza sono garantiti durante tutto il millennio: dai manoscritti illustrati alla ceramica, al metallo e al vetro, l'arte islamica penetra in Europa attraverso la penisola iberica (arte mozarabica), la Sicilia, il Medio Oriente e l'Africa del Nord.

### Arte carolingia
L'arte carolingia del regno franco (780-900 circa) prende il nome da Carlo Magno ed è un'arte della cerchia di corte e di alcuni centri monastici sotto il patrocinio imperiale, che consapevolmente cercarono di far rivivere gli stili "romani" e standard come si addiceva al nuovo Impero.

### Arte ottoniana
Dopo il crollo della dinastia carolingia ci fu una pausa prima che una nuova dinastia portasse una rinascita in Germania con l'arte ottoniana, ancora incentrata sulla corte e sui monasteri, con un'arte che si muoveva verso una grande espressività attraverso forme semplici che raggiungono la monumentalità anche in piccole opere come i rilievi realizzati con l'avorio e le miniature dei manoscritti.

### Arte romanica
Tutte queste manifestazioni d'arte, insieme ai conflitti e ai problemi teorici che portano con sé (fondamentalmente riguardanti la raffigurazione di Cristo e del divino), assumono i connotati di quella che è stata successivamente definita arte romanica, in coincidenza dell'età feudale e di quella comunale, quando ormai pienamente consumato è il distacco tra le due parti dell'Impero romano. Intorno all'anno 1000 si assiste ad un rinascere della città e ad una rivalutazione del lavoro, con l'affermarsi di un ceto borghese che orbita intorno alla chiesa.

### Arte gotica
L'arte gotica rappresenta l'estremizzazione dei traguardi tecnologici (soprattutto in campo architettonico) del romanico. La parola "gotico" è di origine rinascimentale: con essa si intendé principalmente "barbaro" (alludendo ai Goti), che in arte è innanzitutto il distruttore della tradizione classica. Questa definizione, che è giunta fino a noi, non ha propriamente un valore storico e, anzi, denota la volontà rinascimentale di identificarsi con il risorgere dell'augusta perfezione classica e del suo equilibrio.
Sul piano storico, l'arte gotica corrisponde alla nascita di arti "nazionali" e di monarchie nazionali: il dissolversi del Sacro Romano Impero portò al costituirsi di organismi statali burocraticamente più solidi dell'istituto di vassallaggio. Le vecchie nobiltà vennero estromesse dal potere, in favore della borghesia cittadina.
Sul piano stilistico, l'arte gotica si fonda, in architettura, sull'uso sistematico dell'arco a sesto acuto. Gli avanzamenti delle conoscenze nell'ambito della statica comportarono un alleggerimento delle mura, con il conseguente esplodere della tradizione delle vetrate.
È poi intima la connessione tra la nuova architettura e il rinnovato contesto urbano, che ha visto articolarsi in modo più complesso la meccanica del commercio e il movimento di forestieri nei diversi paesi.

## L'artista medievale

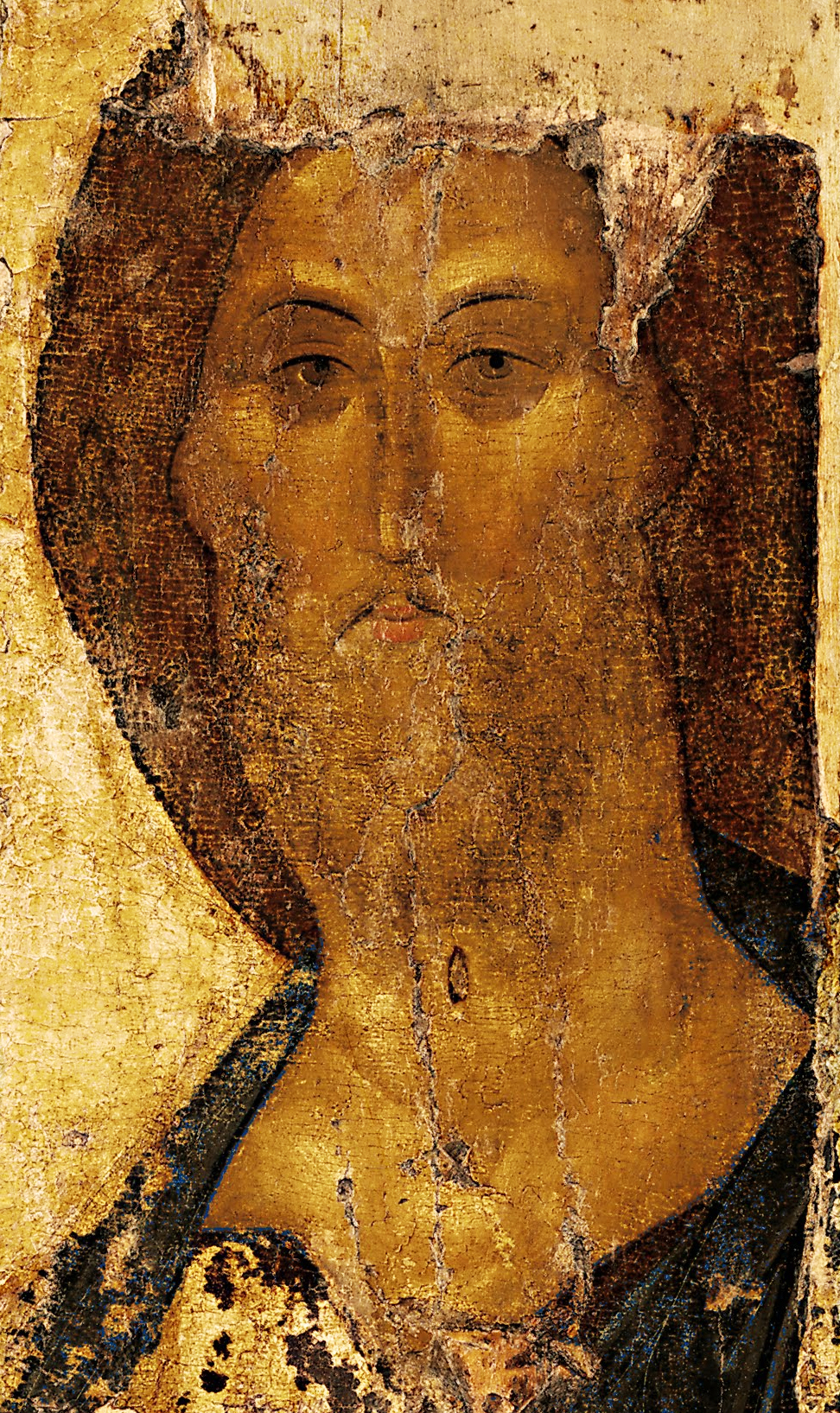
Il Redentore, icona di Andrej Rublëv (1410 ca.) (Galleria Tret'jakov di Mosca)

L'artista medievale è caratteristicamente inteso come artista anonimo, vicino alla condizione dell'artigiano e con il relativo prestigio sociale, soprattutto considerando l'impostazione corporativa delle arti. Questa associazione tra artista medievale e anonimato non va esasperata, sia perché esistono svariati tentativi di lasciare traccia del proprio contributo personale, sia perché esistettero diversi artisti di spessore internazionale che, pur approfittando del lavoro di bottega, riversarono fin dall'inizio la propria coscienza storica e intellettuale nel proprio lavoro (Wiligelmo, Benedetto Antelami). Fu soprattutto a partire dal XV secolo che l'artista cominciò a essere percepito come 'coltivatore delle belle arti', assumendo progressivamente un ruolo più autonomo e intellettuale rispetto al semplice esecutore materiale: ne conseguì un aumento nella considerazione sociale e della stessa preparazione intellettuale e culturale degli addetti ai lavori.
"Per noi [contemporanei] si tratta di opere d'arte e ce ne attendiamo un vivo piacere estetico [...]. Invece per i contemporanei [medievali] quei monumenti, quegli oggetti, quelle immagini erano in primo luogo funzionali: erano utili". E l'utilità consisteva innanzitutto nel sacrificio ("rendere sacro"), cioè nell'accumulazione di tutto ciò che era più prezioso nei luoghi di culto.
Per comprendere ancor di più il ruolo dell'artista, va considerato quello della committenza: personaggi come Bernoardo di Hildesheim (ritratto in una Vita firmata da Tangmaro) o Sugerio di Saint-Denis (con i suoi scritti autobiografici ha evocato numerose opere da lui ispirate o direttamente commissionate) suggeriscono un'insolita mescolanza tra i gusti del committente (che si configura come coordinatore intellettualmente impegnato dei lavori e mediatore rispetto alla committenza signorile) e quelli dell'esecutore materiale.